# Klasika Primavera 2013
La 59ª Klasika Primavera se disputó el domingo 7 de abril de 2013, por el recorrido habitual de esta carrera sobre un trazado de 171,6 kilómetros.
La prueba perteneció al UCI Europe Tour 2012-2013 de los Circuitos Continentales UCI, dentro de la categoría 1.1.
Participaron 14 equipos. Los 2 equipos españoles de categoría UCI ProTeam (Movistar Team y Euskaltel-Euskadi); el único de categoría Profesional Continental (Caja Rural-Seguros RGA); y los 2 de categoría Continental (Euskadi y Burgos BH-Castilla y León). En cuanto a representación extranjera, estuvieron 9 equipos: el UCI ProTeam danés del Team Saxo-Tinkoff; el Profesional Continental del Colombia, Sojasun y RusVelo; los Continentales del Lokosphinx, 472-Colombia, OFM-Quinta da Lixa, Optum presented by Kelly Benefit Strategies, Radio Popular-Onda; y la Selección de Argentina. Formando así un pelotón de 135 ciclistas con entre 8 y 10 corredores cada equipo, de los que acabaron 108; aunque solo 105 de ellos dentro del "control".
Rubén Fernández del equipo Caja Rural-Seguros RGA protagonizó la escapada del día al recorrer 110 km en solitario que le valieron para hacerse con las clasificaciones de la montaña y de los sprints especiales, pero a 26 km de meta fue alcanzado por el pelotón con los hombres del Movistar y Euskaltel Euskadi a la cabeza. Al final la carrera se resolvió en un sprint de un grupo de unas 20 unidades donde ganó Rui Costa por delante de Pablo Urtasun y Alberto Contador, respectivamente. Contador, junto a Beñat Intxausti (finalmente cuarto), fueron alcanzados por el grupo en plena recta de meta.
En la otra clasificación secundaria se impuso el Movistar (equipos).

## Clasificación final
| \| Posición \| Ciclista \| Equipo \| Tiempo \| \| -------- \| ---------------- \| ------------------ \| --------------- \| \| 1. \| Rui Costa \| Movistar \| 4 h 07 min 58 s \| \| 2. \| Pablo Urtasun \| Euskaltel Euskadi \| m.t. \| \| 3. \| Alberto Contador \| Saxo-Tinkoff \| m.t. \| \| 4. \| Beñat Intxausti \| Movistar \| m.t. \| \| 5. \| José Herrada \| Movistar \| m.t. \| \| 6. \| Rory Sutherland \| Saxo-Tinkoff \| m.t. \| \| 7. \| Eduard Prades \| OFM-Quinta da Lixa \| m.t. \| \| 8. \| Julien El Fares \| Sojasun \| m.t. \| \| 9. \| Edson Calderón \| 472-Colombia \| m.t. \| \| 10. \| Evgeny Shalunov \| Lokosphinx \| m.t. \| |                  |                    |                 |
| Posición | Ciclista         | Equipo             | Tiempo          |
| 1. | Rui Costa        | Movistar           | 4 h 07 min 58 s |
| 2. | Pablo Urtasun    | Euskaltel Euskadi  | m.t.            |
| 3. | Alberto Contador | Saxo-Tinkoff       | m.t.            |
| 4. | Beñat Intxausti  | Movistar           | m.t.            |
| 5. | José Herrada     | Movistar           | m.t.            |
| 6. | Rory Sutherland  | Saxo-Tinkoff       | m.t.            |
| 7. | Eduard Prades    | OFM-Quinta da Lixa | m.t.            |
| 8. | Julien El Fares  | Sojasun            | m.t.            |
| 9. | Edson Calderón   | 472-Colombia       | m.t.            |
| 10. | Evgeny Shalunov  | Lokosphinx         | m.t.            |